# Rostraria berythea
Rostraria berythea är en gräsart som först beskrevs av Pierre Edmond Boissier och Emanuel Blanche, och fick sitt nu gällande namn av Josef Holub. Rostraria berythea ingår i släktet borstäxingar, och familjen gräs. Inga underarter finns listade i Catalogue of Life.